# بارانويد (أغنية)
بارانويد (بالإنجليزية: Paranoid) هي أغنية لفريق الميتال البريطاني «بلاك ساباث»، صدرت عام 1970 ضمن ألبومهم الثاني «بارانويد». صعدت الأغنية إلى المركز الرابع في قوائم أفضل الأغاني البريطانية، وإلى المركز 61 في قائمة هوت بيلبورد الأمريكية. إحتلت الأغنية المركز الأول في الدنمارك والمانيا، والمركز الثاني في سويسرا وهولندا، والمركز الثالث في النمسا وجنوب أفريقيا، وظهرت في معظم قوائم أفضل الأغاني في باقي الدول الأوروبية.
كتب الكلمات عازف جيتار الباس جيزار بتلر، الذي شرح مفهوم الأغنية لمجلة موجو 2013 فقال: «في الأساس يتعلق الأمر بالإكتئاب فقط، لأنني لم أكن أعرف حقًا الفرق بين الإكتئاب والبارانويا. إنها المخدرات عندما تدخنها تصاب بجنون العظمة تمامًا تجاه الناس ولا يمكنك الارتباط بهم. هناك هذا التقاطع بين جنون العظمة الذي تحصل عليه عندما تدخن المنشطات والاكتئاب بعد ذلك».

## طاقم العزف والتسجيل
- أوزي أوسبورن: غناء
- توني إيومي: جيتارات إيقاعية وجيتار كهربائي رئيسي
- جيزار بتلر: جيتار باس
- بيل وارد: طبول[12]

## كلمات الأغنية
| كلمات (بالعربية)                                                  | كلمات (بالإنجليزية)                                              |
| إنتهيت من إمرأتي لإنها لم تستطع فهم عقلي                          | Finished with my woman 'cause she couldn't help me with my mind  |
| يعتقد الناس إنني مجنون لإنني أشعر بالعبوس طوال الوقت              | People think I'm insane because I am frowning all the time       |
| طوال اليوم أفكر في الأشياء ولكن لا شيء يبدو أنه يرضي              | All day long I think of things but nothing seems to satisfy      |
| أعتقد أنني سأفقد عقلي إذا لم أجد شيئًا للتهدئة                     | Think I'll lose my mind if I don't find something to pacify      |
| هل يمكنك مساعدتي.. إحتلال عقلي؟                                   | Can you help me, occupy my brain                                 |
| آه أجل                                                            | Oh yeah                                                          |
| أحتاج إلى شخص يريني الأشياء التي لا أجدها في الحياة               | I need someone to show me the things in life that I can't find   |
| لا أستطيع رؤية الأشياء التي تصنع السعادة الحقيقية، لابد إنني أعمى | I can't see the things that make true happiness, I must be blind |
| قولي مزحة، وأنا أتنهد، وستضحكين، وأنا أبكي                        | Make a joke and I will sigh and you will laugh and I will cry    |
| السعادة التي لاأشعر بها وحبك لي الغير حقيقي                       | Happiness I cannot feel and love to me is so unreal              |
| وهكذا عندما تسمعي هذه الكلمات تخبرك عن حالتي الآن                 | And so as you hear these words telling you now of my state       |
| أقول لكِ إستمتعي بالحياة وأتمنى أن أتمكن من ذلك، لكن الوقت قد فات  | I tell you to enjoy life I wish I could but it's too late        |
| المصادر                                                           |                                                                  |

## وصلات خارجية
- مجنون الاضطهاد (أغنية)
- مجنون الاضطهاد (أغنية)